# Eparchia buczacka
Eparchia buczacka – eparchia kościoła greckokatolickiego na Ukrainie, utworzona 21 lipca 2000 z terytorium eparchii tarnopolskiej. 
Pierwszym ordynariuszem był biskup Irynej Biłyk, który tę funkcję pełnił do 2007. Obecnie ordynariuszem eparchii od roku 2011 jest Dmytro Hryhorak (w latach 2007-2011 administrator apostolski eparchii).

## Dekanaty
- Borszczów
- Buczacz
- miasta Czortkowa
- Grzymałów
- Husiatyn
- Zaleszczyki
- Potok Złoty
- Kopyczyńce
- Koropiec
- Mielnica Podolska
- Monasterzyska
- Podhajce
- Probużna
- Tłuste
- Ułaszkowce

## Główne świątynie
- Katedra: Sobór Zwierzchnich Apostołów Piotra i Pawła w Czortkowie
- Konkatedra: Cerkiew Zwiastowania Błogosławionej Dziewicy w Buczaczu